# 音楽・夢くらぶ
『音楽・夢くらぶ』（おんがく ゆめくらぶ）は、NHK総合テレビで2005年4月7日から2006年3月23日まで放送された音楽番組である。

## 概要
前番組「夢・音楽館」（MC・桃井かおり）の内容をほぼ引き継いだかたちで、毎回2 - 3組程度の音楽家を音楽のジャンルの枠を超えてスタジオに招き、MCの中村雅俊との対談や、音楽家の自らの楽曲披露、更にこの番組ならではの夢のコラボレーションを展開する。

## 放送時間
放送時間は木曜日23:15 - 23:44。
ただし、衆議院選挙期間中は放送休止の地域があるため、本放送の時間に再放送を行う。